# Alocasia sanderiana
Alocasia sanderiana е вид растение от семейство Змиярникови (Araceae). Видът е критично застрашен от изчезване.

## Разпространение
Разпространен е във Филипините.